# Lista de notoespécies de Cattleya
Notoespécies são híbridos naturais, ou seja resultantes do cruzamento por duas espécies, e que ocorrem na natureza sem a intervenção do homem.
- Cattleya × adrienne (Rolfe) Van den Berg, Neodiversity 5: 14 (2010).
- Cattleya × albanensis (Rolfe) Van den Berg, Neodiversity 5: 14 (2010).
- Cattleya × amanda (Rchb.f.) Van den Berg, Neodiversity 5: 14 (2010).
- Cattleya × binotii (Cogn.) Van den Berg, Neodiversity 5: 14 (2010).
- Cattleya × brasiliensis Klinge, Trudy Imp. S.-Peterburgsk. Bot. Sada 17(1): 135 (1899).  = (Cattleya bicolor × Cattleya harrisoniana)
- Cattleya × britoi (K.G.Lacerda & V.P.Castro) Van den Berg, Neodiversity 5: 14 (2010).
- Cattleya × brymeriana Rchb.f., Gard. Chron., n.s., 1883(2): 492 (1883).  = (Cattleya violacea × Cattleya wallisii)
- Cattleya × calimaniana Campacci, Bol. CAOB 65: 28 (2007).
- Cattleya × calimaniorum Chiron & V.P.Castro, Richardiana 5: 58 (2005). = (Cattleya schilleriana × Cattleya tigrina)
- Cattleya × carassana (Pabst) Van den Berg, Neodiversity 5: 14 (2010).
- Cattleya × cattleyioides (A.Rich.) Van den Berg, Neodiversity 5: 14 (2010).
- Cattleya × cipoensis (Pabst) Van den Berg, Neodiversity 5: 14 (2010).
- Cattleya × colnagiana L.C.Menezes, Orquidário 10: 9 (1996).  = (Cattleya granulosa × Cattleya harrisoniana)
- Cattleya × cristinae (F.E.L.Miranda & K.G.Lacerda) Van den Berg, Neodiversity 5: 14 (2010).
- Cattleya × cypheri (Rolfe) Van den Berg, Neodiversity 5: 14 (2010).
- Cattleya × dayana Rolfe, Orchid Rev. 10: 292 (1902). = (Cattleya forbesii × Cattleya guttata)
- Cattleya × dolosa Rchb.f., Xenia Orchid. 2: 224 (1874). = (Cattleya loddigesii × Cattleya walkeriana)
- Cattleya × dukeana Rchb.f., Gard. Chron., III, 1: 576 (1887). = (Cattleya bicolor × Cattleya guttata)
- Cattleya × duveenii Pabst & A.F.Mello, Bradea 2: 184 (1977). = (Cattleya guttata × Cattleya harrisoniana)
- Cattleya × elegans C.Morren, Ann. Soc. Roy. Agric. Gand 4: 93 (1848).
- Cattleya × ericoi (V.P.Castro) Van den Berg, Neodiversity 5: 14 (2010).
- Cattleya × feldmanniana (F.E.L.Miranda & K.G.Lacerda) Van den Berg, Neodiversity 5: 14 (2010).
- Cattleya × frankeana Rolfe, Orchid Rev. 15: 280 (1907).
- Cattleya × gaezeriana Campacci, Colet. Orquídeas Brasil. 5: 138 (2007).
- Cattleya × gerhard-santosii (Pabst) Van den Berg, Neodiversity 5: 15 (2010).
- Cattleya × gransabanensis Senghas, J. Orchideenfr. 6: 58 (1999). = ( Cattleya jenmanii × Cattleya lawrenceana)
- Cattleya × hardyana A.J.Hardy ex B.S.Williams, Gard. Chron., n.s., 1883(1): 243 (1883). = (Cattleya dowiana var. aurea × Cattleya warscewiczii)
- Cattleya × heitoriana (Campacci) Van den Berg, Neodiversity 5: 15 (2010).
- Cattleya × hummeliana L.C.Menezes & V.P.Castro, Richardiana 7: 186 (2007).
- Cattleya × hybrida H.J.Veitch, Gard. Chron. 1863: 602 (1863). = (Cattleya guttata × Cattleya loddigesii)
- Cattleya × imperator Rolfe, Orchid Rev. 5: 365 (1897). = (Cattleya granulosa × Cattleya labiata)
- Cattleya × intricata Rchb.f., Gard. Chron., n.s., 22: 7 (1884). = (Cattleya intermedia × Cattleya tigrina)
- Cattleya × irrorata (Rchb.f.) J.M.H.Shaw, Orchid Rev. 117(1285, Suppl.): 23 (2009).
- Cattleya × isabellae Rchb.f., Wochenschr. Gärtnerei Pflanzenk. 1859: 336 (1859). = (Cattleya forbesii × Cattleya intermedia)
- Cattleya × jetibaensis (V.P.Castro & G.F.Carr) Van den Berg, Neodiversity 5: 15 (2010).
- Cattleya × joaquiniana F.E.L.Miranda, Bradea 8: 128 (1999). = (Cattleya bicolor × Cattleya walkeriana)
- Cattleya × kautskyi Pabst, Bradea 2: 50 (1975). = (Cattleya harrisoniana × Cattleya warneri)
- Cattleya × kerchoveana Cogn., Chron. Orchid. 1900(1): 308 (1900).
- Cattleya × labendziana L.C.Menezes & Braem, Richardiana 7: 24 (2006).
- Cattleya × lambari (Pabst) Van den Berg, Neodiversity 5: 15 (2010).
- Cattleya × lilacina (F.A.Philbrick ex A.H.Kent) Van den Berg, Neodiversity 5: 15 (2010).
- Cattleya × lucieniana Rchb.f., Gard. Chron., n.s., 1885(2): 456 (1885). = (Cattleya forbesii × Cattleya granulosa)
- Cattleya × measuresii Rchb.f., Gard. Chron., n.s., 1886(2): 526 (1886). = (Cattleya aclandiae × Cattleya walkeriana)
- Cattleya × mesquitae L.C.Menezes, Bol. CAOB 26: 24 (1996). = (Cattleya nobilior × Cattleya walkeriana)
- Cattleya × mixta L.C.Menezes, Bol. CAOB 4(2): 34 (1992). = (Cattleya guttata × Cattleya granulosa)
- Cattleya × moduloi L.C.Menezes, Orquidário 8: 39 (1994). = (Cattleya granulosa × Cattleya warneri)
- Cattleya × mucugensis (F.E.L.Miranda) Van den Berg, Neodiversity 5: 15 (2010).
- Cattleya × neocalimaniana Van den Berg, Neodiversity 5: 15 (2010).
- Cattleya × neocalimaniorum Van den Berg, Neodiversity 5: 15 (2010).
- Cattleya × neoreginae Van den Berg, Neodiversity 5: 15 (2010).
- Cattleya × nesyana (Campacci & Deusvando) J.M.H.Shaw, Orchid Rev. 119(Suppl.): 84 (2011).
- Cattleya × occhioniana (Brade) Van den Berg, Neodiversity 5: 15 (2010).
- Cattleya × patrocinii St.-Lég., Citade de Rio: 28 Maio (1890). = (Cattleya guttata × Cattleya warneri)
- Cattleya × picturata Rchb.f., Gard. Chron., n.s., 1877(2): 584 (1877). = (Cattleya guttata × Cattleya intermedia)
- Cattleya × pittiana O'Brien ex Cogn. in C.A.Cogniaux & A.P.G.Goossens, Dict. Icon. Orchid., Cattleya: t. 28 (1896).
- Cattleya × porphyritis (Rchb.f.) Van den Berg, Neodiversity 5: 16 (2010).
- Cattleya × raganii (F.E.L.Miranda & K.G.Lacerda) Van den Berg, Neodiversity 5: 16 (2010).
- Cattleya × resplendens Rchb.f., Gard. Chron., n.s., 1885(1): 692 (1885). = (Cattleya granulosa × Cattleya schilleriana)
- Cattleya × rigbyana (Pabst) Van den Berg, Neodiversity 5: 16 (2010).
- Cattleya × sancheziana Hoehne, Bol. Inst. Brasil. Sci. 2: 355 (1927).
- Cattleya × schroederiana Rchb.f., Gard. Chron., n.s., 1883(2): 102 (1883).
- Cattleya × schunkiana Campacci, Colet. Orquídeas Brasil. 5: 142 (2007).
- Cattleya × sgarbii (Ruschi) Van den Berg, Neodiversity 5: 16 (2010).
- Cattleya × sororia Rchb.f., Orchid Album 2: t. 307 (1888).
- Cattleya × tenuata V.P.Castro & Campacci ex Braem, Orchis 99: 30 (1995). = (Cattleya elongata × Cattleya tenuis)
- Cattleya × varelae V.P.Castro & Cath., Richardiana 4: 43 (2004).
- Cattleya × venosa Rolfe, Orchid Rev. 2: 132 (1894). = (Cattleya forbesii × Cattleya harrisoniana)
- Cattleya × verelii (Rolfe) Van den Berg, Neodiversity 5: 16 (2010).
- Cattleya × victoria-regina auct., Gard. Chron., III, 1892(1): 586, 809 (1892). = (Cattleya guttata × Cattleya labiata)
- Cattleya × wetmorei (Ruschi) Fraga & A.P.Fontana, Neodiversity 3(2): 22 (2008).
- Cattleya × whitei Rchb.f., Gard. Chron., n.s., 1882: 151, 586 (1882). = (Cattleya schilleriana × Cattleya warneri)
- Cattleya × wilsoniana Rchb.f., Gard. Chron., n.s., 1877(2): 72 (1877). = (Cattleya bicolor × Cattleya intermedia)
- Cattleya × wyattiana (Rchb.f.) Van den Berg, Neodiversity 5: 16 (2010).
- Cattleya × zaslawskiana (Chiron & V.P.Castro) Van den Berg, Neodiversity 5: 16 (2010).
- Cattleya × zaslawskii (L.C.Menezes) Van den Berg, Neodiversity 5: 16 (2010).
- Cattleya × zayrae V.P.Castro & Cath., Richardiana 4: 146 (2004).= (Cattleya amethystoglossa × Cattleya elongata)